# Krueng Seupeng
Krueng Seupeng is een bestuurslaag in het regentschap Aceh Utara van de provincie Atjeh, Indonesië. Krueng Seupeng telt 406 inwoners (volkstelling 2010).